# Дармал Лахо
Дармал Аталл Лахо (род. 1 января 1979) — общественный деятель, организатор боев по ММА, спортивный координатор.

## Ранние годы
Дармал родился в семье General Nizamudin Laho в Кабуле в Афганистане. В возрасте одного года семья Дармала переехала в старый Макрориан. В возрасте четырнадцати лет семья иммигрировала в Пакистан. Через несколько лет Дармал иммигрирует в Россию. С этого момента Дармал начинает заниматься логистикой.

## Биография
Как организатор и общественный деятель Дармал Лахо начал свой путь в 2004 году, после поступления в Академию финансового права г. Москвы.
Основная деятельность Дармала Лахо сосредоточена на развитии молодых спортсменов на международной арене.
Спортсмены под руководством Дармала побеждают в лучших международных турнирах по ММА (UFC, Fightnights Global), значительно поддерживают авторитет родного Афганистана.
В ходе Азиатских игр подопечные Дармала Халид Хотак и Мансур Сарвари завоевывают две бронзовые медали.
В 2018 году дал интервью телеканалу BBC о своем участии в развитии спорта, помощи спортсменам и их профессиональном росте для участия в таких международных турнирах, как UFC, Fightnights Global.
Благодаря содействию Дармала добились известности такие чемпионы, как Баз Мохаммад Мубариз, один из лучших бойцов Афганистана, Ахмад Халид Хотак, член национальной лиги Несар Ахмад Ватандост, а также более легкие бойцы весом 61 и 66 килограммов соответственно, среди них Хусейн Бахш Сафари (победитель международных соревнований, золотой медалист национальной лиги Афганистана по джиу-джитсу), Шукрулах Кадри, Хусейн Бах Сафари, Имран Сахизаде, 77 кг, Нисар Ватандост, 93 кг, Махфуз Вафа, 66 кг, Исмаил Хайдари, 66 кг, Азим Бадахши, 71 кг, и Ходжа Насир Седики, 71 кг.
В январе 2020 года Дармал получил благодарность премьер-министра Афганистана Абдуллы Абдуллы за заслуги афганских спортсменов на мировой арене, получил предложение о поддержке своей деятельности.
Дармалу был предложен пост главы Олимпийского комитета Афганистана, а также поступало предложение возглавить офис ФИФА в Афганистане.
Благодаря содействию Дармала Лахо в Афганистане было открыто более сотни спортивных клубов, в которых были установлены современные тренажеры и другое оборудование для начинающих спортсменов.